# Teillay
Teillay (bretonisch: Tilheg) ist eine französische Gemeinde mit 1.103 Einwohnern (Stand: 1. Januar 2022) im Département Ille-et-Vilaine in der Region Bretagne. Teillay gehört zum Arrondissement Redon und ist Teil des Kantons Bain-de-Bretagne. Die Einwohner werden Teillacois genannt.

## Geographie
Teillay liegt etwa 30 Kilometer südsüdöstlich von Rennes. Der Fluss Brutz bildet hier die östliche Gemeindegrenze und fließt hier im Nordosten dann in den Semnon. An der Südgrenze entspringt der Fluss Aron.

### Nachbargemeinden
Umgeben ist Teillay von den Nachbargemeinden Ercé-en-Lamée im Norden und Westen, Thourie im Nordosten, Soulvache im Osten und Nordosten, Rougé im Südosten sowie Ruffigné im Süden.

## Bevölkerungsentwicklung
| Jahr      | 1962  | 1968  | 1975 | 1982 | 1990 | 1999 | 2006 | 2012  |
| --------- | ----- | ----- | ---- | ---- | ---- | ---- | ---- | ----- |
| Einwohner | 1.123 | 1.066 | 948  | 829  | 786  | 786  | 912  | 1.051 |

## Gemeindepartnerschaften
Mit der schweizerischen Gemeinde Bussy-Chardonney im Kanton Waadt besteht eine Partnerschaft.

## Sehenswürdigkeiten

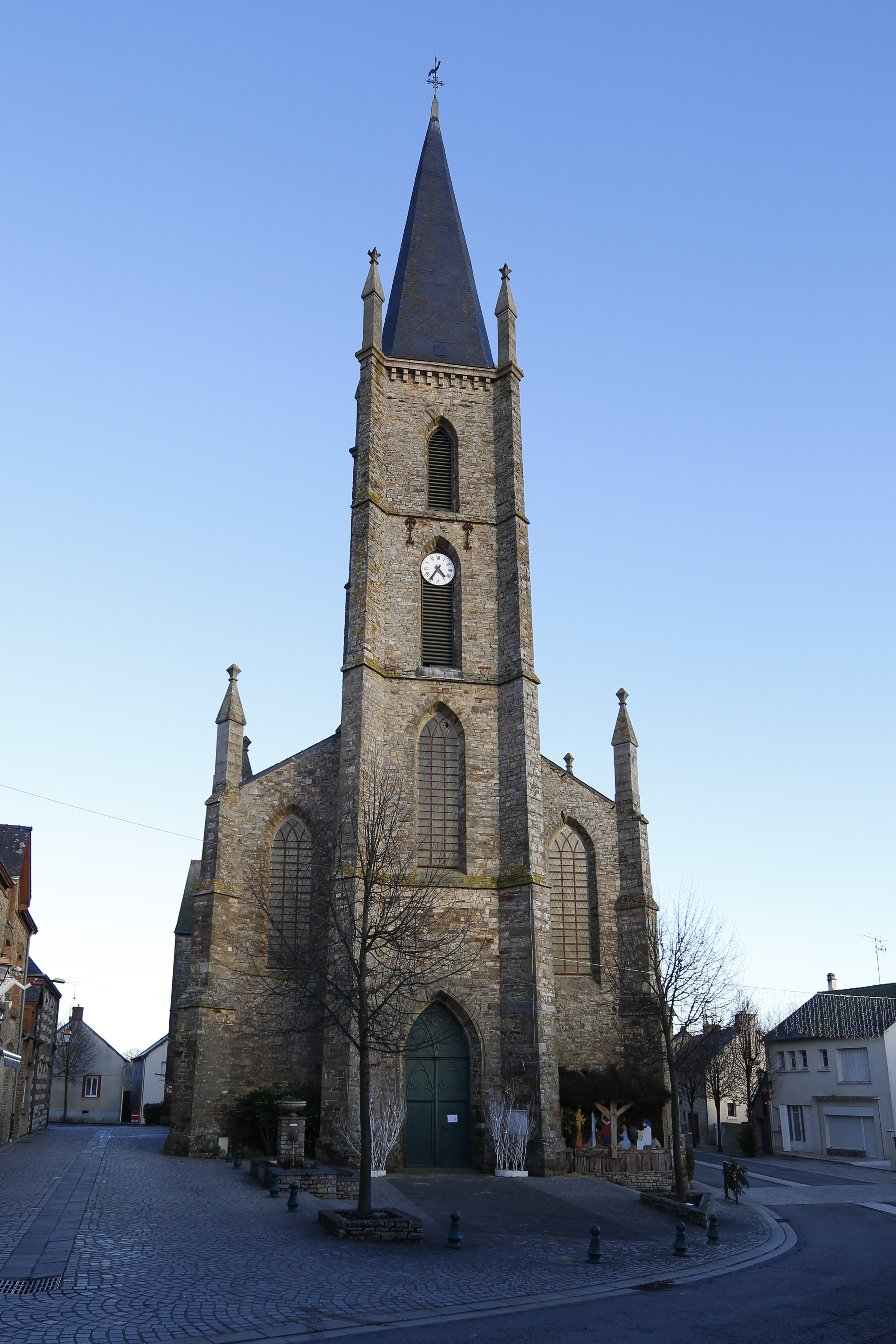
Kirche Notre-Dame-de-l'Assomption

- Kirche Notre-Dame-de-l'Assomption
- Kapelle Saint-Eustache
- Minen von Brutz mit Museum